# Ugo Blanchet
Ugo Blanchet (Saint-Julien-en-Genevois, 5 de enero de 1999) es un tenista profesional francés.

## Trayectoria
En julio de 2024, Blanchet ganó su primer partido individual del cuadro principal del ATP Tour en el Torneo de Hamburgo como jugador clasificado, derrotando a Alexei Popyrin en la primera ronda.

## Títulos ATP Challenger (2; 2+0)

### Individuales (2)
| N.° | Fecha                 | Torneo                | Superficie | Oponente en la final | Resultado        |
| --- | --------------------- | --------------------- | ---------- | -------------------- | ---------------- |
| 1.  | 15 de octubre de 2023 | Challenger de Málaga  | Dura       | Mattia Bellucci      | 6-4, 6-4         |
| 2.  | 6 de febrero de 2025  | Challenger de Koblenz | Dura (i)   | Luca Nardi           | 6-3, 3-6, 7-6(5) |